# Конгенитална катаракта
Конгенитална катаракта или урођена катаракта је урођено замућење очног сочива, које се обично дијагностикује након рођења детета. Ако катаракта код детета остане неоткривена, може довести до трајног губитка вида. Нису све катаракте визуелно значајне. Ако је лентикуларна непрозирност у визуелној оси, она се сматра видно значајном јер може довести до слепила. Ако је катаракта мала, у предњем делу сочива или на периферији, видни губитак не мора бити присутан.
Једностране катаракте су обично изоловани спорадични инциденти. Они се могу повезати са очним абнормалностима (нпр постериорни конус сочива, перзистентна хиперпластична примарна дисгенеза предњег сегмента ока, тумори задњег пола ока), траума или интраутерина инфекција, нарочито рубеола.
Билатерална катаракта најчешће се наслеђује, али и повезује и са другим болестима.
Захтевају потпуну метаболичку, инфективну, системску и генетску обраду. Уобичајени узроци су хипогликемија, трисомија, миотона дистрофија, заразне болести (токсоплазмоза, рубеола, цитомегаловирус и херпес симплекс), и преурањена трудноћа.

## Епидемиологија
Учесталост
Инциденција је 1,2-6 случајева на 10.000 у Сједињеним Америчким Државама, док је на глобалном нивоу инциденција непозната. 
Иако су Светска здравствена организација и друге здравствене организације постигле изузетно напредак у вакцинацијама и превенцији болести, стопа непредвиђених случајева у појединим земљама је и даље присутна.
Смртност / морбидитет
Видни морбидитет може бити резултат амблиопије, рефрактивне амблиопије, глаукома (чак 10% након хируршког уклањања) и одвајања мрежњаче.
Метаболичке и системске болести се налазе у чак 60% случајева код обостране катаракте.
Ментална ретардација, глувоћа, бубрежне болести, срчане болести и друга системска стања могу бити праћена и конгениталном катарактом.
Старост
Конгенитална катаракта се обично дијагностикује код новорођенчади, убрзо након рођења.

## Етиологија
Најчешћа етиологија укључује:
- интраутерине инфекције,
- метаболичке поремећаје
- синдроме који се преносе генетски.

Трећина педијатријских катаракти је спорадична; нису повезане ни са једном системском или окуларном болешћу. Међутим, оне могу бити последица спонтане мутације и могу довести до стварања катаракте у пацијентовом потомству.
Чак 23% конгениталних катаракти је породично наследно. Најчешћи начин преноса је аутосомно доминантан са потпуном пенетрацијом. Ова врста катаракте може се појавити као тотална катаракта, поларна катаракта, ламеларна катаракта или нуклеарна непрозирност.
Инфективни узрочници катаракте укључују рубеолу (најчешћу), рубелу, мале богиње, цитомегаловирус, херпес симплекс, херпес зостер, полиомијелитис, грип, вирус Епштајн-Бар, сифилис и токсоплазмозу.

## Патофизиологија
Очно сочиво се формира током инвазије на површинској ектодермалној плочи изнад оптичког везикула. Ембрионално језгро се развија до шесте недеље гестације. Око ембрионалног језгра је фетално језгро. При рођењу, ембрионална и фетална језгра чине већину сочива. Постнатално, кортикална влакна сочива су положена након замене епитела предњег сочива у кортикална влакна сочива.
И шавови су важна оријентација јер идентификују обим феталног језгра. Материјал сочива је периферни према „Y” шавовима, док је материјал сочива унутар и укључујући „Y” шавове, нуклеарни. Код лампе са прорезом, предњи „Y” шав је усмерен усправно, а задњи  шав је обрнут.
Свака лезија (нпр инфективна, трауматична, метаболичка) на нуклеарна или лентикуларна влакна може довести до непрозирности (катаракте) бистрог лентикуларног медија. Локација и образац ове опацификације могу се користити за одређивање времена настанка као и етиологије.

## Клиничка слика
Конгенитална катаракта се у већини случајева може приметити одмах након рођења детета или током првог месечног прегледа код педијатра, због недостатка црвеног рефлекса у једном или оба ока и неконтролисаних покрета ока. 
Код тоталне катаракте, бебина зеница је бела и не може пратити предмете, покрете или мајчино лице. 
Код делимичну катаракту, бебино око се „окреће" према унутра. 
У већини слућајева конгенитална катаракта је удружена са  далековидношћу, астигматизмом или другим аномалијама, што такође доприноси лошем виду.
Сваки од ових симптома обавезан је разлог да родитељи одведу новорођенче код офталмолога, како би се детаљним прегледом утврдио стадијум катаракте и могућност даљег лечења.

## Дијагноза
Сва новорођенчад требало би да прођу кроз скрининг очију, укључујући процену црвених рефлекса.
Тест црвеног рефлекса најбоље се изводи у замраченој просторији и укључује обасјавање  светлима директног офталмоскопа у оба ока истовремено са удаљености од 1–2 стопе. Овај тест може да се користи за рутински очни скрининг од стране медицинских сестара, педијатара, породичних лекара и оптометриста.
Ретиноскопија кроз дететову недилатирану зеницу је од помоћи за процену потенцијалног визуелног значаја замућења аксијалног сочива код превербалног детета. Може се претпоставити да је било који централни опацитет или околна кортикална дисторзија већа од 3 мм визуелно значајна.

### Лабораторијски тестови
За разлику од унилатералне катаракте, билатерална урођена катаракта може бити повезана са многим системским и метаболичким обољењима. Основна лабораторијска процена билатералне катаракте непознатог узрока код наизглед здраве деце укључује:
- Тест мокраће на редукујућу супстанцу, галактоза 1-фосфат уридилтрансферазу, галактокиназу, аминокиселине

- Тест на инфективне болести: титри на ТОРЦХ и варичелу, ВДРЛ

- Одређивање концентрације калцијума, фосфора, глукозе и феритина у серуму.

## Терапија
Захваљујући брзом развоју технологије и медицине конгенитална катаракта се данас може успешно лечити, и тиме омогућити нормалан развој и живот деце. Начин лечења у великој мери зависи од степена оштећења вида узрокованог катарактом, као и од тога да ли је у питању тотална или делимична катаракта.
Хируршко лечење
Операција конгениталне катаракте подразумева имплантацију интраокуларног сочива која остаје у дететовом оку читав живот, што омогућава оку да прима светлосне сигнале и тако током времена развије вид. Тотална катаракта треба да се оперише одмах након постављања дијагнозе, јер се у случају кашњења са интервенцијом губи могућност развоја вида. У случају делимичне катаракте, препоручује се да се поступак обавља после прве године, најкасније у другој години живота.
У случају делимичне катаракте, када се она налази на оба ока, тада ни једно око нема „предност“ у развоју вида. С друге стране, када се катаракта развије само на једном оку, операција је само део решења. Интервенција прати дуготрајан и мукотрпан третман у циљу спречавања слабог вида (неразвијеног вида) на оперисаном оку, јер свако одлагање терапије може преокренути процес лечења и поништити до тада постигнуте резултате, што је касније немогуће исправити.

## Прогноза
Код особа са једностраном конгениталном катарактом у 40% случајева оштрина вида је од 20/60 или више.
Код особа са обостраном конгениталном катарактом, у 70% случајева оштрина вида је од 20/60 или више.
Прогноза је лоша код особа са другим очним или системским поремећајима.

## Компликације
У најчешће компликације спадају:
- Губитак вида чак и након агресивног хируршког и оптичког третмана,[26][27]
- Амблиопија,[28]
- Глауком,[29]
- Страбизам,[30]
- Одвајање мрежњаче.